# Escut de Linyola

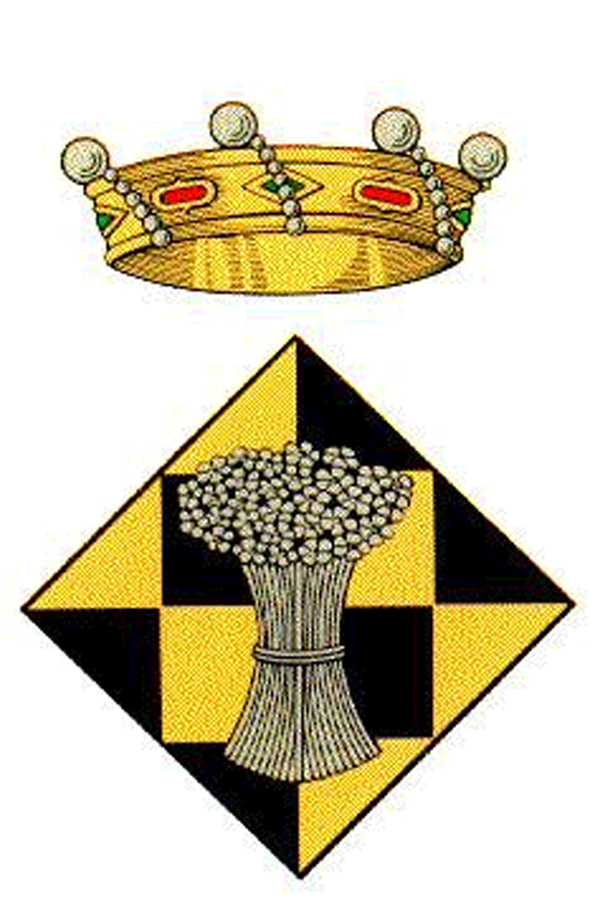
Escut oficial utilitzat per l'Ajuntament del municipi

L'escut oficial de Linyola té el següent blasonament:
Escut caironat: escacat d'or i de sable, i, ressaltant sobre el tot una garba de lli florit d'argent. Per timbre, una corona de baró.

## Història
Va ser aprovat el 3 d'octubre de 1989 i va ser publicat en el DOGC el 18 d'octubre del mateix any amb el número 1208.
La garba de lli és un senyal parlant al·lusiu al nom de la població. Linyola fou el centre d'una baronia medieval (fet que és recordat per la corona de baró), situada al comtat d'Urgell: l'escacat d'or i de sable són les armes d'Urgell.